# Pacôme Moubelet Boubeya
Pour les articles homonymes, voir Moundounga.
Pacôme Moubelet Boubeya, né le 12 mars 1963 à Bitam, est un homme politique gabonais, membre du Parti démocratique gabonais (PDG).

## Biographie

### Enfance et études
Il est né le 12 mars 1963 à Bitam, au Woleu-Ntem. Au gré des mutations de son père, préfet, il fréquente les écoles publiques de plusieurs provinces. En 1982, il obtint le baccalauréat (section Lettres et philosophie) au lycée national Léon Mba de Libreville. 
Muni d'une bourse d'études, il part au Royaume-Uni faire ses études supérieures. Au Ealing College de Londres, il est diplômé d’un master en environnement des affaires. Puis ses études à l’université de Salford, près de Manchester, lui valent un DEA en politique africaine ainsi qu’un DESS en interprétation-traduction. 

### Carrière professionnelle
Revenu au Gabon, il est nommé en 1990 chargé d’études au centre gabonais du commerce extérieur, avant d’en être rapidement promu directeur. En 1993, il devient directeur de cabinet du secrétaire général du gouvernement. 

### Carrière politique
Il est membre depuis sa jeunesse du parti démocratique gabonais, au sein duquel il a exercé des responsabilités pendant ses études. Nommé au début des années 2000 deuxième secrétaire général adjoint du gouvernement, il devint ensuite premier secrétaire général adjoint puis secrétaire général en titre à partir de novembre 2009. 
Le 28 janvier 2014, il est nommé ministre de l’Enseignement supérieur de la Recherche scientifique. En 2015, il devient ministre de l'Intérieur. En octobre 2016, il intègre le gouvernement emmené par Emmanuel Issoze Ngondet, dont il prend la succession au poste de ministre des affaires étrangères,.